# جوزيف ماريه
جوزيف ماريه هو مبارز بالسيف فرنسي، مثّل بلاده في الألعاب الأولمبية الصيفية 1908.

## روابط رياضية
جوزيف ماريه على موقع أوليمبيديا (الإنجليزية)